# Agrochola statira
Agrochola statira är en fjärilsart som beskrevs av Charles Boursin 1960. Agrochola statira ingår i släktet Agrochola och familjen nattflyn. Inga underarter finns listade i Catalogue of Life.